# Furkan Asena Aydın
Furkan Asena Aydın (12 febbraio 1992) è una taekwondoka turca.

## Palmarès
- Mondiali

Copenaghen 2009: bronzo nei 73 kg.
- Europei

Baku 2014: bronzo nei 73 kg.